# Maria Turowska
Maria Turowska, z domu Pawłowska (ur. 16 marca 1929 w Brześciu Kujawskim) – polska chemik, specjalizująca się w chemii nieorganicznej i elektrochemii, doktor habilitowany nauk chemicznych, profesor Uniwersytetu Łódzkiego, uczestniczka powstania warszawskiego.

## Życiorys

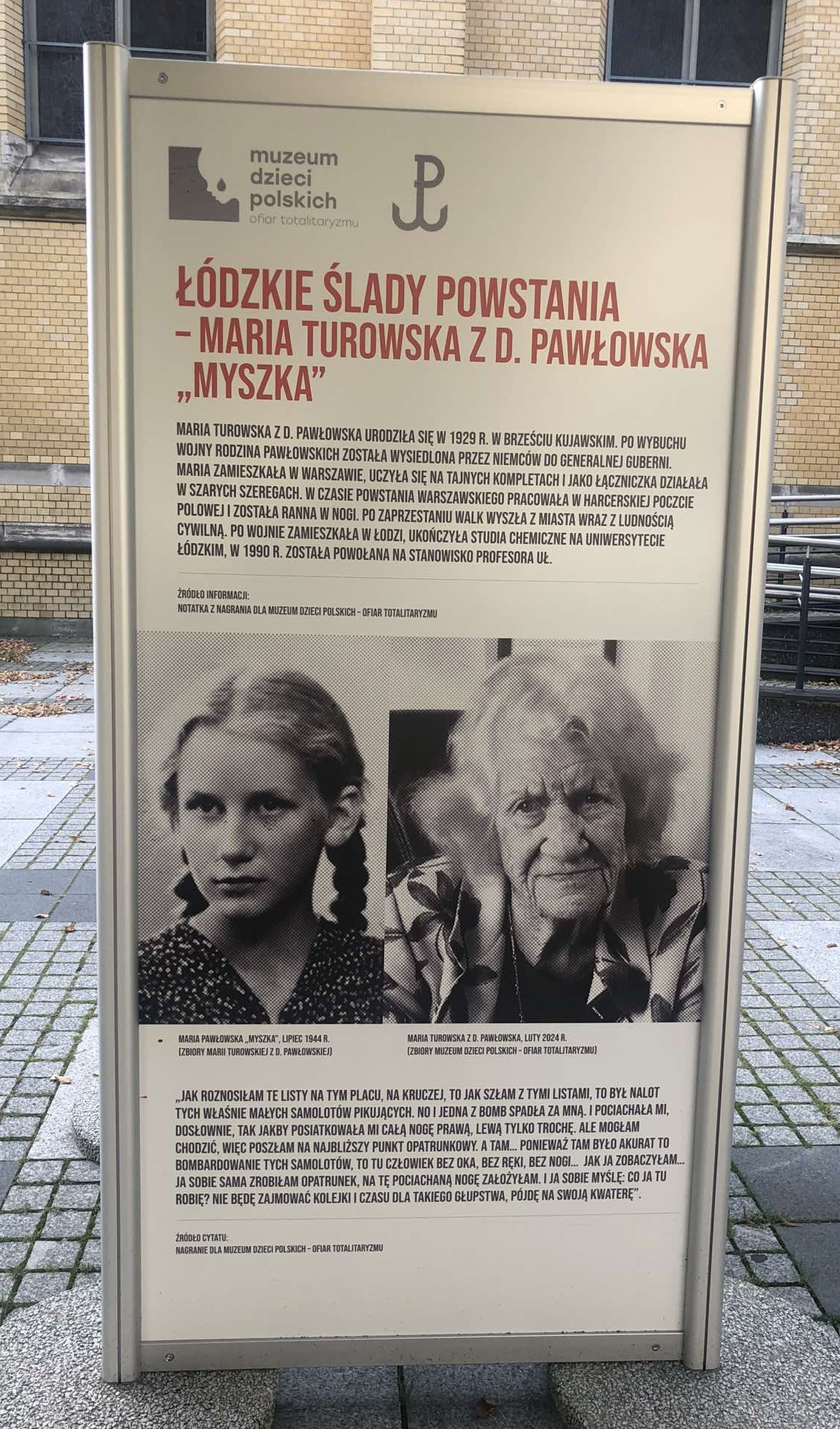
Maria Turowska w ekspozycji Muzeum Dzieci Polskich - ofiar totalitaryzmu, pt. przy łódzkiej archikatedrze (2024)

Przyszła na świat w Brześciu Kujawskim jako trzecia córka właścicieli młyna, Władysława i Pelagii z d. Pańka. Miała dwie starsze siostry Barbarę i Halinę. W 1940 rodzina została przesiedlona na teren Generalnego Gubernatorstwa, a następnie osiadła w Warszawie. Maria Turowska podjęła naukę w stołecznej szkole sióstr Goldman, gdzie do 1944 w ramach tajnych kompletów ukończyła drugą klasę gimnazjum i wstąpiła do Szarych Szeregów. 
W powstaniu warszawskim została przydzielona do Harcerskiej Poczty Polowej przy Kwaterze Głównej Szarych Szeregów, gdzie jako łączniczka (ps. Myszka) przenosiła meldunki i urządzenia telefoniczne na terenie Śródmieścia Południowego. Po zakończeniu powstania warszawskiego zamieszkała u stryja w Zakopanem, gdzie w 1948 zdała maturę w Gimnazjum im. Oswalda Balzera. Była drużynową szkolnej drużyny harcerskiej, a także reprezentowała miasto w pływaniu i siatkówce. 
W 1952 ukończyła studia z zakresu chemii na Wydziale Matematyczno-Przyrodnicznym Uniwersytetu Łódzkiego, a następnie została asystentem w Katedrze Chemii Nieorganicznej łódzkiej uczelni. Jako studentka reprezentowała AZS Łódź w narciarstwie zjazdowym oraz siatkówce. W 1962 na podstawie rozprawy Pochodne akrydyny jako wskaźniki chemiluminescencyjne otrzymała tytuł doktora nauk chemicznych, a w 1972 na podstawie pracy Układy chemiczne generujące oscylacje elektryczne habilitowała się w tej dziedzinie. W 1973 została powołana na stanowisko docenta (specjalność: chemia nieorganiczna), a w 1990 na stanowisko profesora Uniwersytetu Łódzkiego (specjalność: elektrochemia). W latach 1977–1980 pełniła funkcję zastępcy dyrektora Instytutu Chemii Uniwersytetu Łódzkiego, a w latach 1987–1990 prodziekana Wydziału Matematyki Fizyki i Chemii tej uczelni. W latach 1977–1999 kierowała uczelnianymi badaniami z zakresu elektrochemii, a w latach 1990–1999 Zakładem Chemii Powierzchni Uniwersytetu Łódzkiego. W latach 1983–1991 była członkinią prezydium zarządu głównego Polskiego Towarzystwa Chemicznego, a w latach 1991–2003 przewodniczącą prezydium łódzkiego oddziału stowarzyszenia. W latach 1953–1980 była członkinią Związku Nauczycielstwa Polskiego. Ponadto działała w Łódzkim Towarzystwie Naukowym, a od 1980 była członkinią NSZZ „Solidarność”. 
W badaniach naukowych zajmowała się m.in. chemią analityczną. Prowadziła też badania elektrochemiczne. Jej badania wpłynęły na budowę oscylatora elektrochemicznego (patent PRL nr 64927 w roku 1969). Brała udział w pracach badawczych nad rozwijaniem nowych metod i technik pomiarowych z zakresu elektrochemii, a także pracowała w zespole zajmującym się konstrukcją elektrochemicznej aparatury pomiarowej.
W 1999 przeszła na emeryturę. 

## Dorobek naukowy
Jest autorką 46 artykułów opublikowanych w Polsce, Czechosłowacji, Wielkiej Brytanii, Indiach i w czasopismach rosyjskojęzycznych, 54 komunikatów na konferencjach oraz zjazdach naukowych, 10 opracowań dla przemysłu oraz wielu referatów naukowych. 
Współpracowała naukowo z uniwersytetami w Lublinie i Poznaniu, Politechniką Warszawską, Politechniką Łódzką, a także z uczelniami zagranicznymi: Uniwersytetem w Koszycach, Uniwersytetem w Pawii (jako profesor wizytujący), Shenyang (jako profesor wizytujący), Sydney (Australia), Uniwersytetem Mendelejewa (Moskwa), Technical University of Athens (Grecja), University of Porto (Portugalia – współpraca bezpośrednia), Instytut MBS w Jerozolimie (jako profesor wizytujący). Była również członkiem Rady Naukowej Instytutu Technologii i Chemii Leków Akademii Medycznej w Łodzi.
W latach 1989, 1993 i 1998 napisała trzy podręczniki dydaktyczne pt. Laboratorium analizy ilościowej (Wydawnictwo UŁ). 
Była promotorem 3 prac doktorskich, kierownikiem 78 prac magisterskich i 7 licencjackich oraz recenzentem 18 rozpraw doktorskich.

## Działalność kombatancka
W 1980 została członkinią Koła Szarych Szeregów przy Komendzie Łódzkiej Harcerstwa. 30 lipca 2024 została mianowana na stopień porucznika Wojska Polskiego.

## Życie prywatne
Jej ojciec Władysław Pawłowski zmarł w czerwcu 1944. Matka Pelagia zginęła podczas powstania pod gruzami jednego z warszawskich domów. Jej siostra Halina Pawłowska była sanitariuszką w oddziale AK na ul. Pięknej. Druga z sióstr, Barbara Pawłowska, po śmierci matki pod gruzami domu, została łączniczką. Obie przeżyły powstanie. 

## Odznaczenia i nagrody
- Krzyż Kawalerski Orderu Odrodzenia Polski (1984)[1]

- Złoty Krzyż Zasługi (1973)[1]
- Medal Komisji Edukacji Narodowej (1983)[1]
- Warszawski Krzyż Powstańczy (1988)[1]
- Złota Odznaka Uniwersytetu Łódzkiego (1978)[1]
- Medal Uniwersytetu Łódzkiego „W Służbie Społeczeństwu i Nauce” (1978)[1]
- Nagroda Naukowa Ministra Szkolnictwa Wyższego i Edukacji[1]

i inne. 